# Mount Mecheva
Mount Mecheva (englisch; bulgarisch връх Мечева wrach Metschewa) ist ein wuchtiger, vereister und 850 m hoher Berg im Bigla Ridge an der Foyn-Küste des Grahamlands im Norden der Antarktischen Halbinsel. Er ragt 13 km südwestlich des Balder Point, 13,7 km nordwestlich des Spur Point, 14,9 km nördlich des Varad Point und 6,87 km nordöstlich des Chuypetlovo Knoll auf. Der Beaglehole-Gletscher liegt südwestlich, der Sleipnir-Gletscher nordwestlich und das Cabinet Inlet nordöstlich von ihm. Besonders markant sind seine felsigen Nord-, Ost- und Südwesthänge.
Britische Wissenschaftler kartierten ihn 1974 und 1976. Die bulgarische Kommission für Antarktische Geographische Namen benannte ihn 2013 nach der bulgarischen Biologin Rumjana Metschewa, die ab 1999 in mehreren Kampagnen auf der St.-Kliment-Ohridski-Station tätig war.